# Natalia Bykova (hockey sur gazon)
Pour les articles homonymes, voir Natalia Bykova et Bykova.
Natalia Viktorovna Bykova, née le 17 août 1958, est une joueuse de hockey sur gazon soviétique. Elle est la mère de la joueuse de tennis Vera Zvonareva.

## Carrière
Natalia Bykova fait partie de la sélection nationale soviétique médaillée de bronze olympique en 1980 à Moscou. Elle est aussi médaillée de bronze en Coupe du monde en 1981. En club, elle évolue au Spartak Moscou dans les années 1980.